# Urushiol
El urushiol es un aceite que se encuentra en ciertas plantas de la familia de las Anacardiaceae, especialmente el Toxicodendron spp.. Se encuentra también en la piel de los anacardos (Anacardium occidentale), en algunos casos provoca una especie de dermatitis denominada dermatitis de contacto por urushiol. Es el componente que provoca la reacción alérgica del litre (Lithraea caustica, Anacardiaceae).
|  | R = (CH2)14CH3 o R = (CH2)7CH=CH(CH2)5CH3 o R = (CH2)7CH=CHCH2CH=CH(CH2)2CH3 o R = (CH2)7CH=CHCH2CH=CHCH=CHCH3 o R = (CH2)7CH=CHCH2CH=CHCH2CH=CH2 y otros. |